# Casque FAST
Le casque FAST (Future Assault Shell Technology helmet) est un casque de combat utilisé par des forces spéciales et des unités d'interventions de nombreux pays, caractérisé par la présence de rail ops-core ARC et de fixation JVN

## Historique
Le casque a été développé par le Army Research Laboratory (en) en collaboration avec Combat Capabilities Development Command Soldier Center (en).
L'entreprise OPS-core, faisant partie de Gentex (en), y travaillant dès 2005 présente un prototype au CSHOT Show (en) de 2008.

## Ergonomie

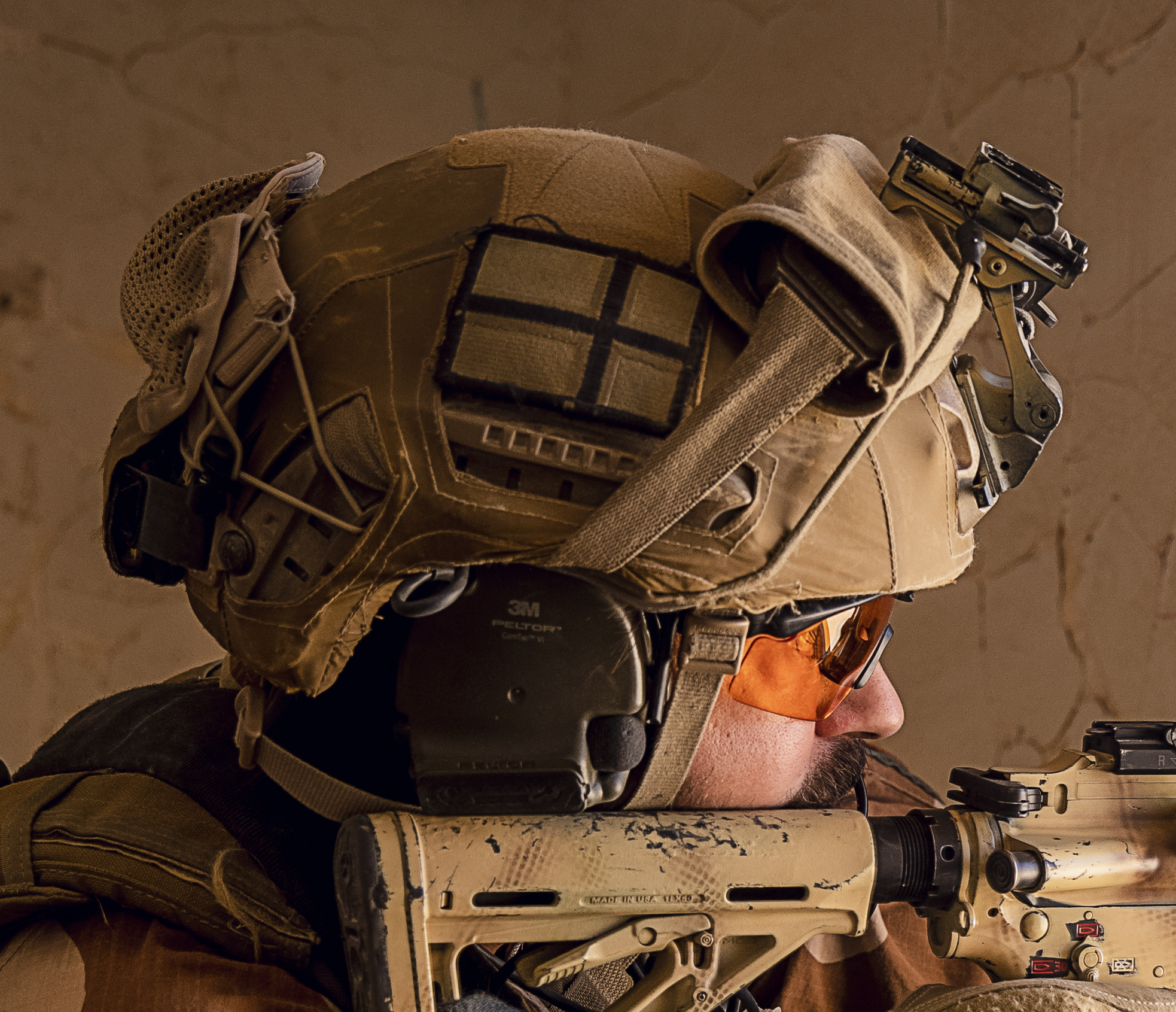
Soldat norvégien avec patch national et casque radio
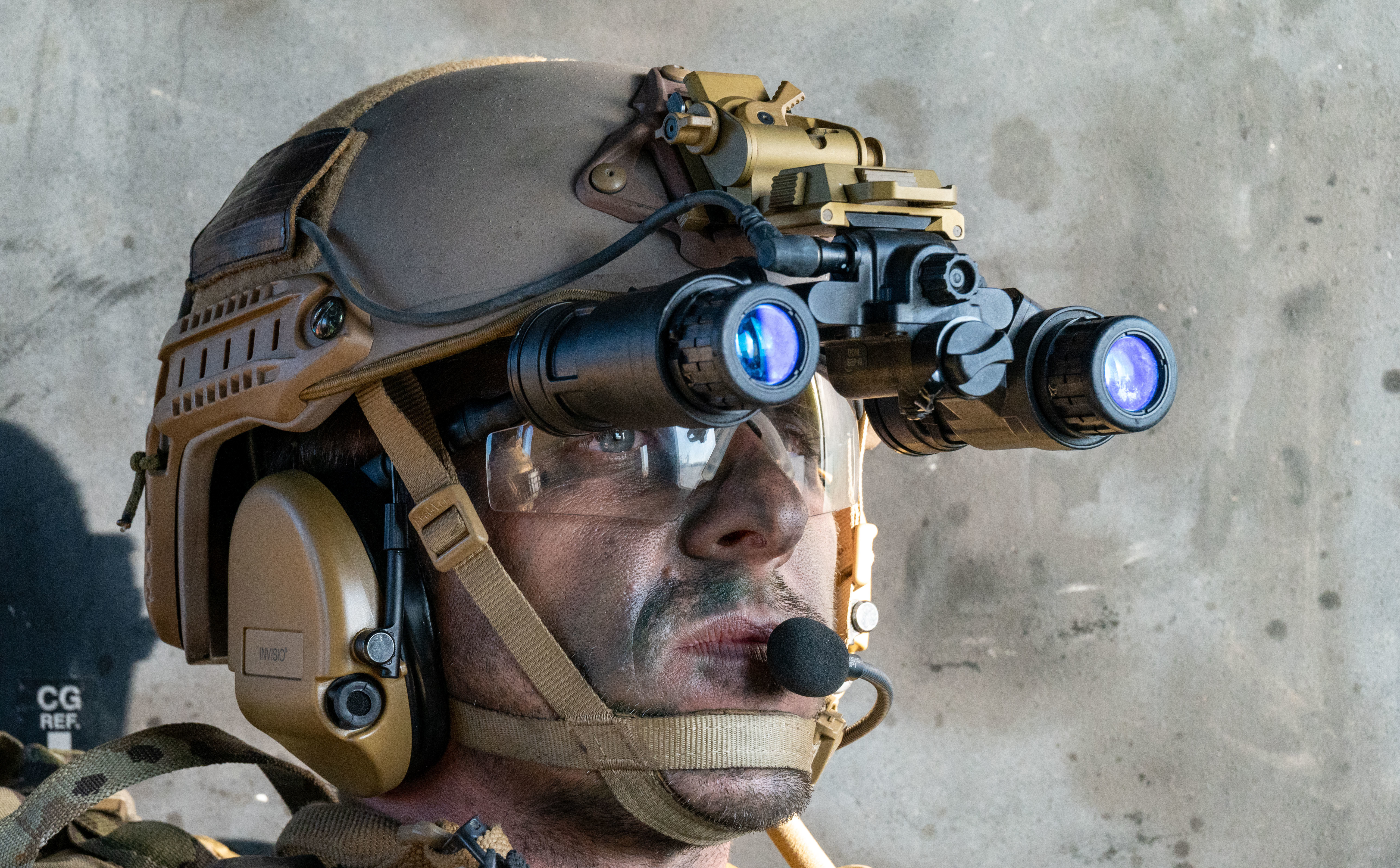
Montage d'optiques de nuit sur la platine avant.
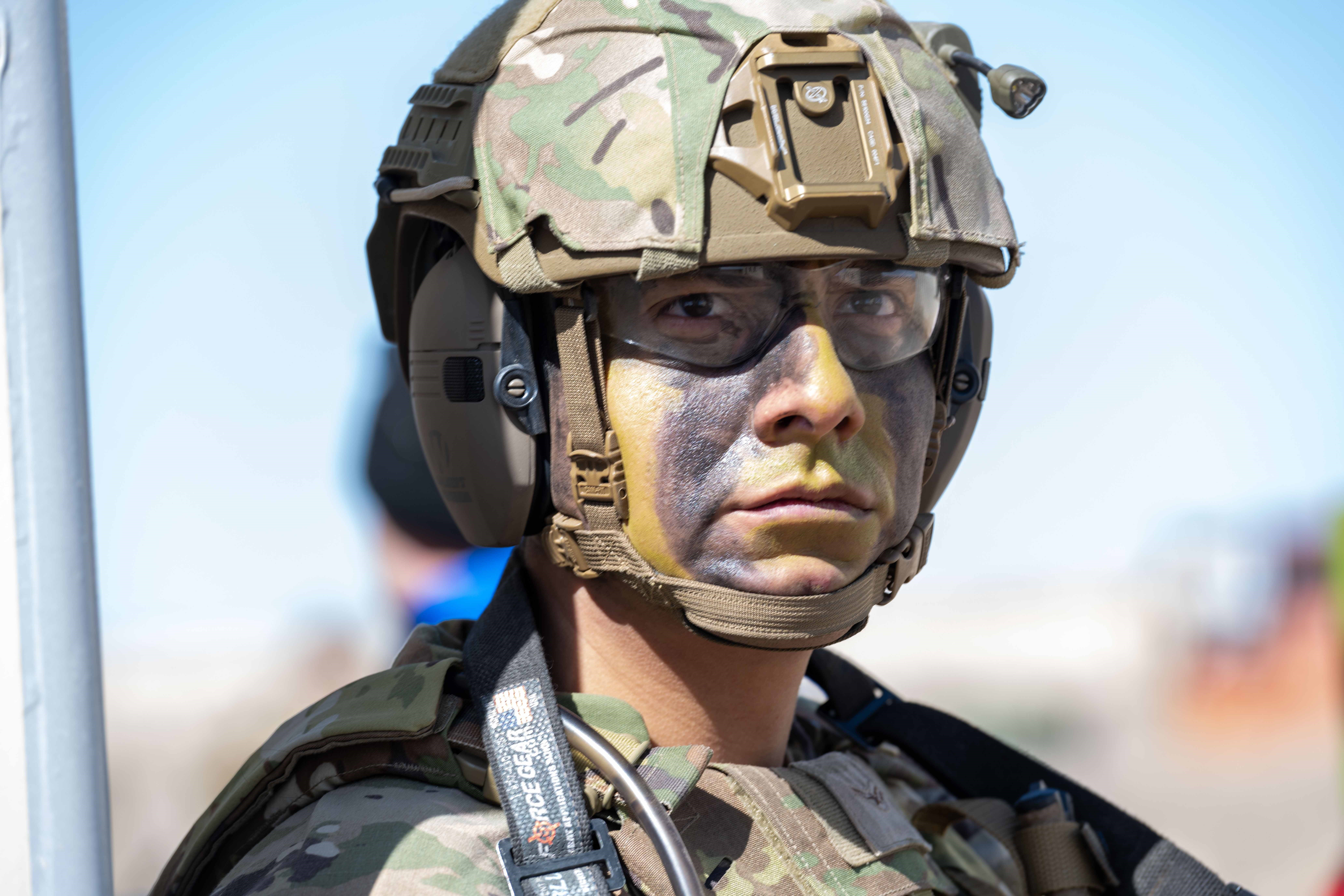
Couvre casque arborant un camouflage "multicam" et muni d'une lamp de casque
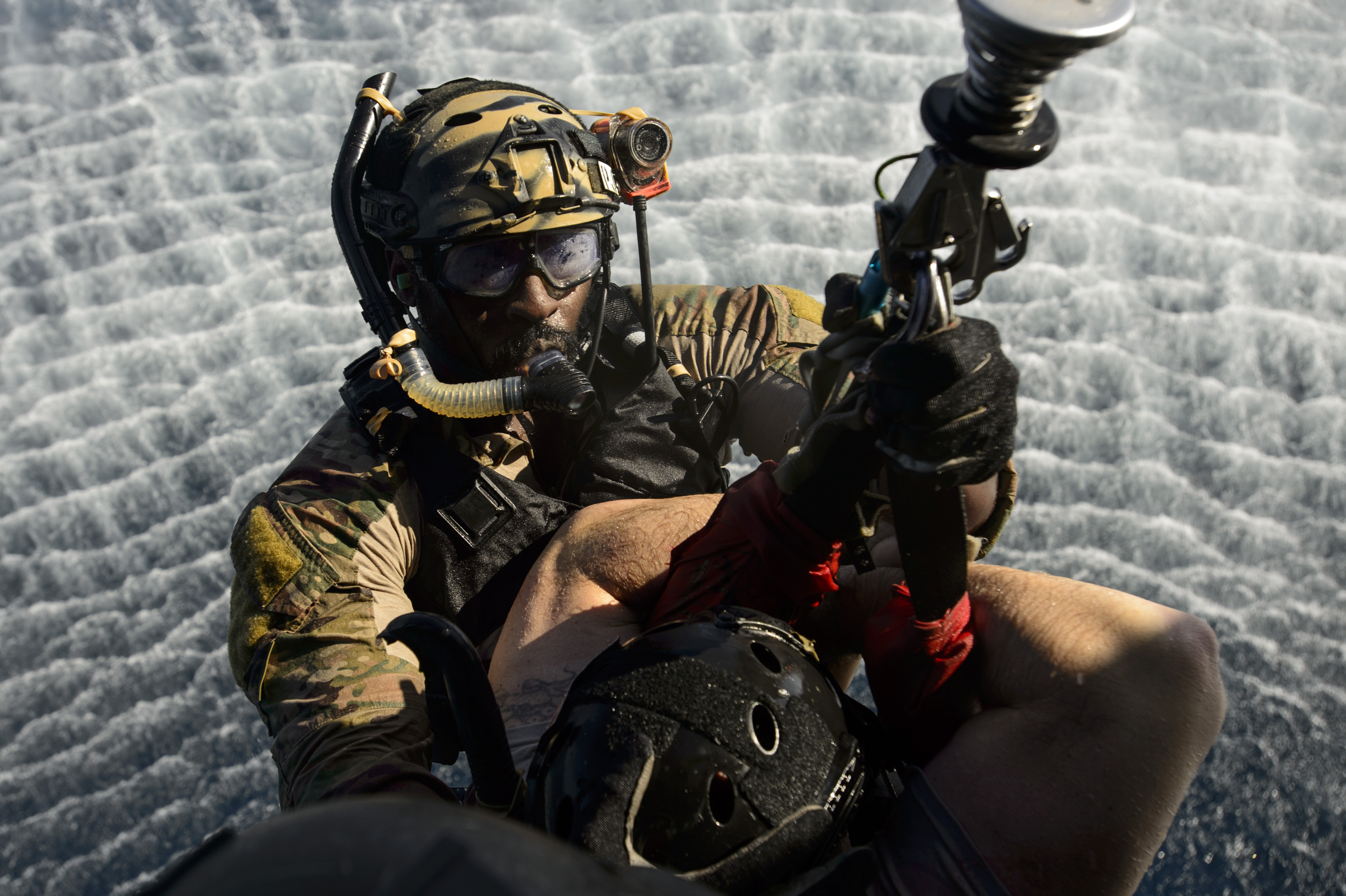
Montage d'une actioncam sur le rail ops-core
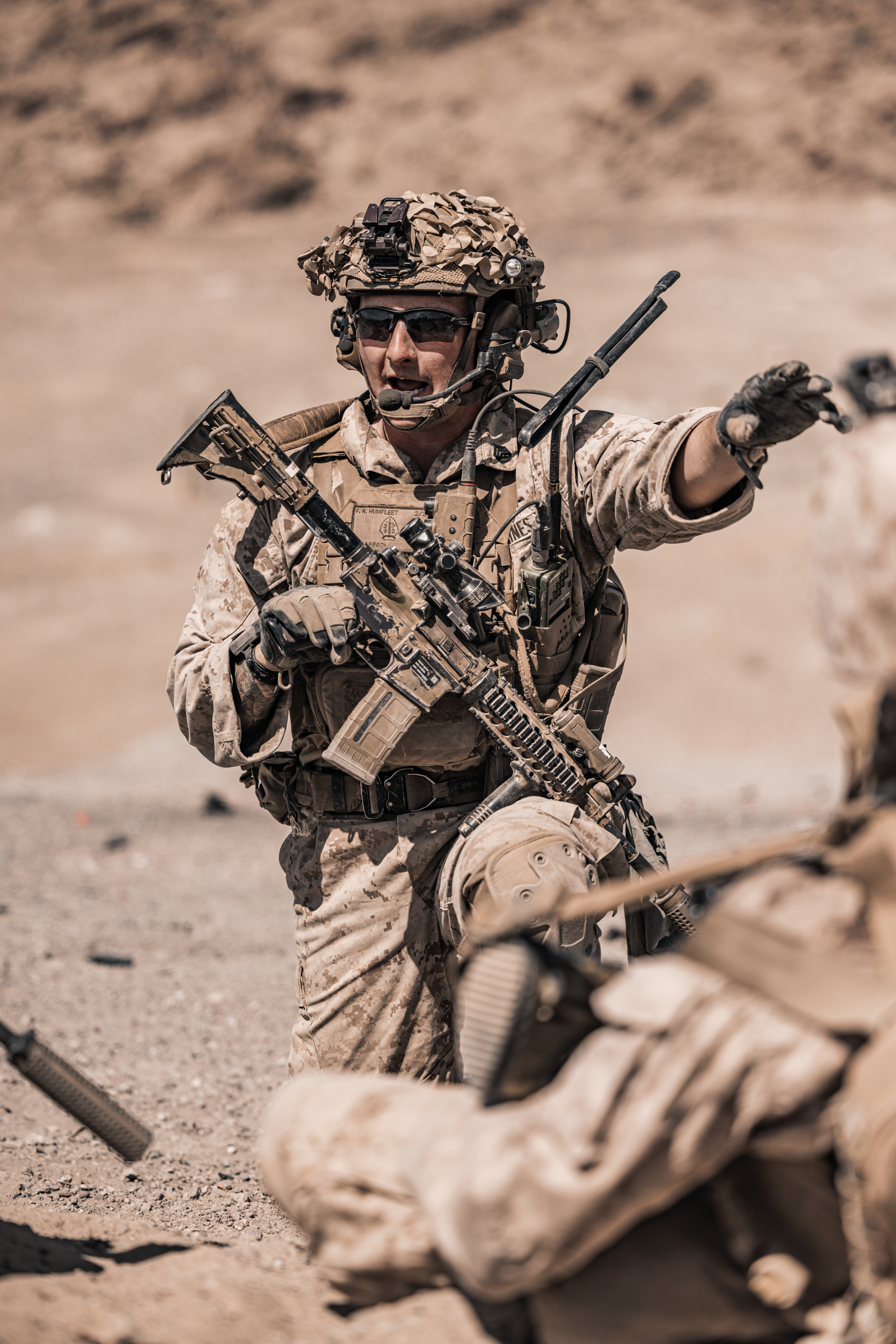
Montage d'une salade pour casser les formes
L'ajout de nombreux accessoires alourdissent le casque et rendent les risque d'accrochage plus fréquents

## Utilisateurs
- Algérie: Forces spéciales algériennes
- Autriche
- Arménie
- Brésil
- Danemark
- Finlande
- Géorgie
- Malaisie
- Norvège
- Philippines
- Pologne
- Serbie
- Suède
- Ukraine
- Émirats arabes unis
- Royaume-Uni
- États-Unis: